# Pemba Północna
Pemba Północna (suahili: Kaskazini Pemba, ang. Pemba North)  – region (mkoa) w Tanzanii.
W 2002 roku region zamieszkiwało 185 326 osób. W 2012 ludność wynosiła 211 732 osoby, w tym 103 222 mężczyzn i 108 510 kobiet, zamieszkałe w 39 706 gospodarstwach domowych.
Region podzielony jest na 2 jednostki administracyjne drugiego rzędu (dystryktów):
- Wete
- Micheweni